# Ostravské laguny
Jako ostravské laguny je označován areál tří velkých lagun poblíž ostravského sídliště Fifejdy v Moravské Ostravě, kde byl od konce 19. století ukládán odpad z rafinerské výroby a později také z regenerace použitých mazacích olejů. Tato praxe byla ukončena s ukončením činnosti chemičky Ostramo v roce 1996, ke které areál spadal. Za tu dobu se v areálu vytvořila obrovská ekologická zátěž a místo bylo jedním z nejznečištěnějších v Česku. Ropné kaly pravidelně obtěžovaly okolí zápachem. Od roku 2003 probíhala sanace areálu. Hlavní etapa sanace, odtěžování kalů, skončila 19. prosince 2020. Následuje čištění kontaminované zeminy, podloží a podzemních vod s výhledem na několik dalších let.

## Historie
Historie skládky na periférii Ostravy je spojena se založením rafinérie minerálních olejů v roce 1888. Tu založil vídeňský průmyslník Max Böhm se záměrem zpracovávat ropu z Haliče a vyrábět petrolej pro svícení.
V průběhu času se výroba přeorientovala na letecký benzín a motorové a turbínové oleje, zejména na jejich mazací složku. Ostrava se mezitím rozrůstala a areál se tak ocitl v blízkosti bytové zástavby. Postupně vznikly tři velké laguny plné odpadů z rafinerie.
Ze soukromé firmy se stal státní a v kuponové privatizaci opět privatizovaný podnik Ostramo. Ten zasáhly v roce 1997 povodně a firma tak s velkými dluhy zkrachovala bez možnosti zrealizovat závazek odstranit ekologické škody. Vzhledem k rozsahu a náročnosti likvidace převzal zodpovědnost stát.

## Sanace
Státní sanaci zajišťuje státní podnik DIAMO formou veřejných zakázek. Sanace začala v roce 2003 a potýkala se s řadou komplikací.

### Čistá Ostrava (Geosan), 200 000 tun kalů
V roce 2004 uzavřelo DIAMO smlouvu o sanaci lagun se sdružením Čistá Ostrava, vedenou firmou Geosan. Odčerpání tekutých kalů mělo být prováděno plovoucím bagrem pod hladinou inertního roztoku. Kaly měly směřovat potrubím do zařízení nepřímé termické desorpce, kde se z kalů oddělí spalitelné plyny, zejména metan, a pyrolýzou uvolní nízkoenergetické oleje. Nízkoenergetické oleje obsahující toxické látky se spálí při výrobě elektřiny.
Při chemických reakcích v reaktoru docházelo k neočekávanému vývinu vodíku a hrozila exploze. Provoz několikapatrového ocelového zařízení nebyl schválen. Zařízení v ceně 136 mil. Kč muselo být odstaveno. Výstavbu nepoužitelného reaktoru financoval po schválení dozorovou firmou stát.
Dne 4. ledna 2007 vrátilo Ministerstvo životního prostředí dokumentaci posouzení vlivu likvidace lagun Ostramo sdružení Čistá Ostrava k dopracování.
Dne 25. června 2008 bylo vydáno souhlasné stanovisko EIA, které souhlasilo se změnou technologie a možnost likvidace odpadu přepracováním na palivo. V navazujícím integrovaném povolení byl schválen postup, kdy jsou ropné kaly smíchány s vápnem a uhelným hruboprachem.
Dne 23. července 2008 vydala vláda usnesení č. 978, ve kterém nařídila ministerstvu životního prostředí vydat souhlas, aby se z ostravských kalů začalo vyrábět palivo pro polský trh.
Certifikaci výrobku Geobal 4, jako alternativního paliva provedl VVUÚ.
V březnu 2009 doložil Geosan Krajskému úřadu Moravskoslezského kraje smlouvu s polskou společností s ručením omezeným E Carbo na likvidaci nebezpečného odpadu z lagun. Na základě této smlouvy bylo vydáno integrované povolení.
V lednu 2011 si stěžovali občané Vratimova na skládku alternativního paliva GEOBAL 4, zřízenou společností SIMUL trust a.s. Certifikované palivo firma nakládala a vozila do Polska. Za nelegální skladování dostala firma Baltom od České inspekce životního prostředí stotisícové pokuty. Polská inspekce životního prostředí požadovala likvidaci skládky s 20 000 tunami u Katovic. Soudní dvůr rozhodl, že Česká republika se o jeho odvoz starat nemusí.
Dne 29. srpna 2011 pracovníci dánské ambasády navštívili ministerstvo průmyslu a obchodu. Intervenovali ve věci firmy Baltom s.r.o., dceřiné společnosti dánské firmy Inreko, která prováděla sanační práce pro firmu Geosan. Geosan vypověděl firmě Baltom smlouvu a údajně firmě Baltom neuhradil závazky ve výši 100 mil. Kč, a tím zapříčinil druhotnou platební neschopnost.
V září 2011 zamořil silně zapáchající oxid siřičitý Ostravu a okolí. Plyn vznikal při přimíchávání vápna do ropných odpadů. Firmě Geosan hrozila pokuta ve výši sedmi milionů korun; ta ale nebyla Českou inspekcí životního prostředí udělena.
26. září 2011 je Krajským úřadem Ústeckého kraje rozhodnuto o změně integrovaného povolení pro skládkový komplex Celio a.s. v Litvínově-Růžodole. Na rozdíl od integrovaného povolení Moravskoslezského kraje není označen materiál jako výrobek, ale nebezpečný odpad katalogové číslo 19 02 05* - Kaly z fyzikálně-chemického zpracování obsahující nebezpečné látky. To umožnilo skládkování nebezpečného odpadu o celkové hmotnosti 110 tisíc tun na meziskládce, ze které bylo postupně odváženo do cementárny Čížkovice společnosti Lafarge cement. Po železnici byl denně vypraven z Ostravy do Růžodolu (Litvínov) vlak s 66 kontejnery, tedy 1320 tun kalů. Předpokládaná délka přepravy měla podle ČD Cargo trvat minimálně 66 hodin.
Dne 1. listopadu 2011 se od výrobku GEOBAL 4 veřejně distancoval bývalý obchodní ředitel Geosanu, i když od léta 2011 byl obchodním ředitelem SIMUL trust a.s., která s výrobkem/odpadem nakládala.
Do roku 2011 bylo vytěženo na 200 tisíc tun kalů a další těžba ustala a bylo zjištěno, že na místě je dalších 91 562 tun kalů navíc. S další těžbou těchto nadbilančních kalů pokračovala společnost AVE CZ.

### AVE CZ odpadové hospodářství, 91 562 tun kalů
Dne 6. ledna 2016 oznámilo Ministerstvo průmyslu a obchodu uzavření smlouvy se společností AVE CZ odpadové hospodářství, s.r.o. o odstranění 91 562 tun tzv. nadbilančních kalů za nabídkovou cenu 429 milionů korun (bez DPH).
Dne 18. března 2016 ujistil ministr životního prostředí, že se občané budou moci vyjádřit k dalšímu nakládání s kaly.
Dne 27. listopadu 2017 vydal Nejvyšší kontrolní úřad tiskovou zprávu, ve které konstatuje, že Ministerstvo financí nezná výslednou cenu, ani termín dokončení sanace.
Dne 21. února 2018 vydala společnost AVE CZ Prohlášení ke spekulacím o odvozu kalů z lagun Ostrama:
- K dnešnímu dni nebyla na skládce v Čáslavi uložena ani jedna tuna těchto kalů.
- O skládce v Čáslavi neuvažujeme jako o koncovém zařízení pro nadbilanční kaly z Ostravy.[zdroj?]

Dne 28. března 2018 měla firma AVE CZ povolení skladovat v Čáslavi kaly určené pro spalování.[zdroj?]
Později firma přiznala, že do Čáslavi v rámci uzavřené smlouvy skutečně odpady z Ostrama vozí. Nejedná se ale o kaly, ale o, ale hlinky, které mají zcela odlišné fyzikálně-mechanické vlastnosti.[zdroj?]
Dne 23. dubna 2018 začala Sokolovská uhelná a.s. zplyňovat kaly v tlakové plynárně Vřesová. Veřejnost zastoupená starosty 12 obcí byla seznámena i s technologií energetického využití kalů a neměla připomínek.
Dne 6. listopadu 2018 vydala společnost AVE CZ Prohlášení k aktuální situaci v areálu laguny Ostramo:
- Hlinka je druh odpadu – součást nadbilančních kalů, kterou není potřeba na místě upravit a je možné ji uložit do tělesa skládky.
- Z lokality Ostramo bylo dosud odvezeno a využito/odstraněno necelých 19 tisíc tun nadbilančních kalů.

Dne 31. srpna 2020 se zastavil provoz tlakové plynárny Vřesová, a tím i zplynování kalů. Proto bylo nutné zbylých asi 12 tisíc tun kalů uskladnit ve dvou meziskladech v severních a jižních Čechách a najít náhradní energetické využití. To se podařilo v Německu a mělo k němu dojít v průběhu roku 2021.
19. prosince 2020 vyjely z areálu poslední kaly z celkových 291 562 tun.

### Čištění zeminy a vod v podloží
V podloží jsou silně kontaminované vody. Po odtěžení kalů bude následovat jeho doprůzkum, v rámci kterého se budou odvrtávat průzkumné vrty. Díky nim bude zjištěn rozsah kontaminace v podloží, čili především její hloubka. Po tomto průzkumu bude laguna zakryta fólií kvůli zabránění pronikání dešťové vody do podloží, čímž se sníží zatížení čistírny těchto vod.
Tím ale sanace areálu neskončila, zbývaly znečištěné zeminy pod lagunami. Zvažovaly se dvě varianty:
- aktivní sanace - termická desorpce (úprava zeminy teplem vyhořením či vydoutnáním)[23]
- pasívní sanace - enkapsulace (vložení zeminy do kontejnerů)[24]